# Trump Death Clock

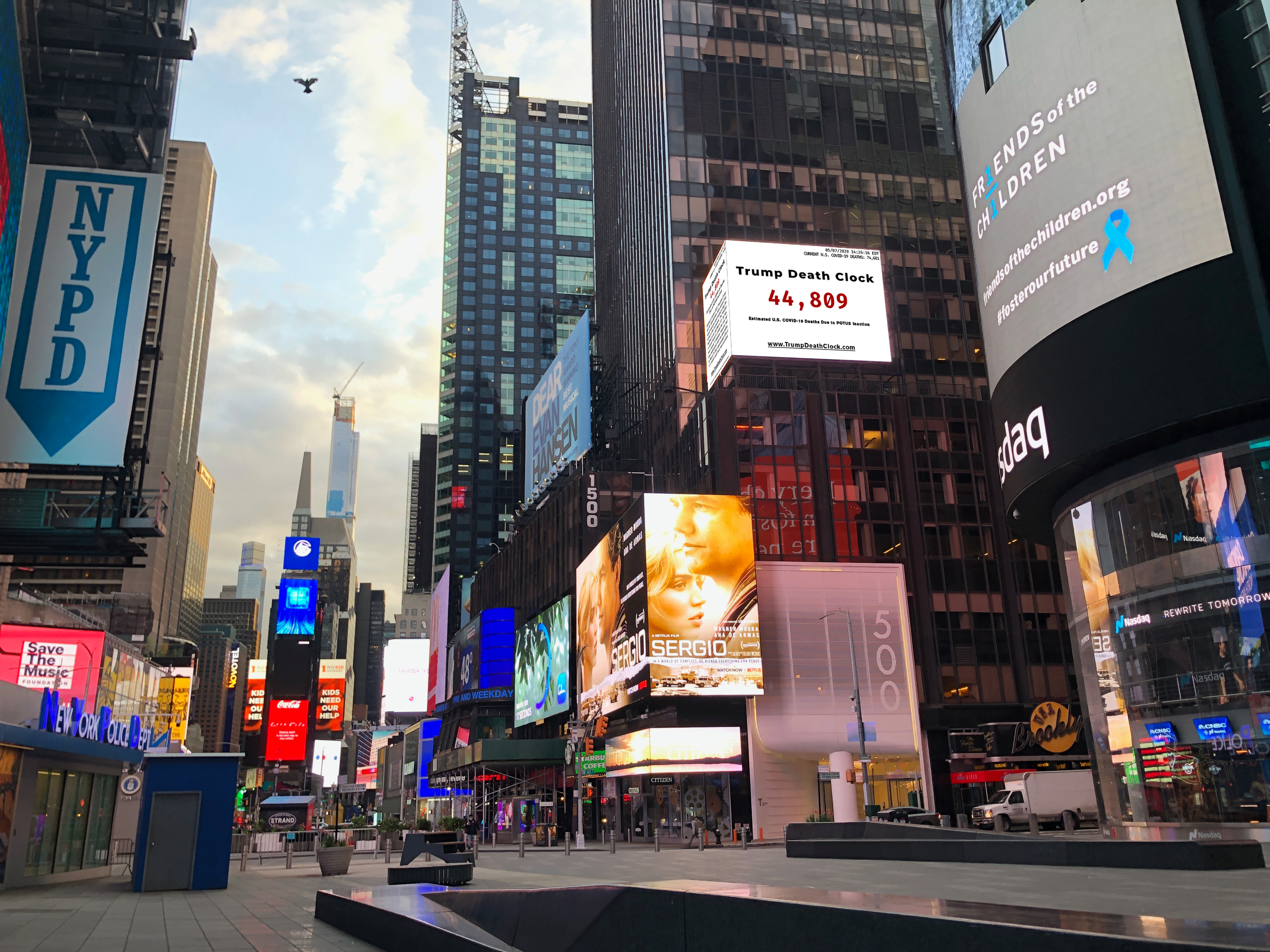
Trump Death Clock am Times Square

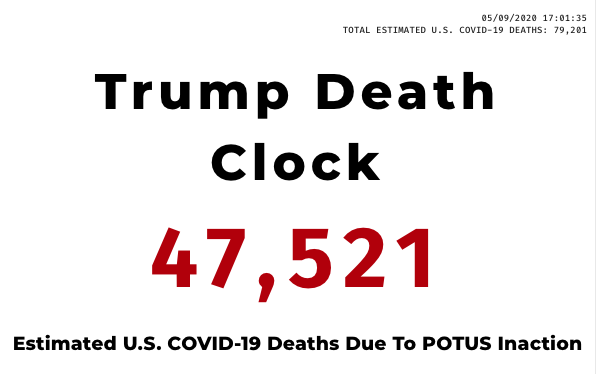
Ein Screenshot der Webseite vom 9. Mai 2020

Die Trump Death Clock (dt. Trumps Todesuhr) ist eine Kunstaktion am New Yorker Times Square. Die Uhr soll die Anzahl der Toten zeigen, die infolge der Untätigkeit Donald Trumps gestorben sind. Der Filmemacher Eugene Jarecki erstellte die Uhr und geht davon aus, dass 60 Prozent der durch Covid-19 Verstorbenen hätten verhindert werden können.

## Hintergrund
Die Kunstaktion auf einer Anzeigetafel wurde Anfang Mai 2020 am Times Square installiert; sie ist ein Werk des Filmemachers Eugene Jarecki.
Ziel der Uhr sei es, ähnlich wie bei einer Gedenkstätte für gefallene Soldaten eine Quantifizierung der Menschenleben darzustellen, die durch Trumps Zögern während der COVID-19-Pandemie verloren gegangen sind. Nach Aussage des Künstlers sei die Uhr ein Ausdruck der Rücksichtslosigkeit Trumps in Bezug auf seine Pandemie-Reaktionen. Donald Trump wird vorgeworfen, zu spät auf die Ausbreitung des Virus reagiert zu haben. Die Zahl beruht auf der Annahme des Erstellers, dass 60 Prozent der Todesfälle in den USA durch schnellere Maßnahmen und Reaktionen hätten verhindert werden können.